# Kiszonka

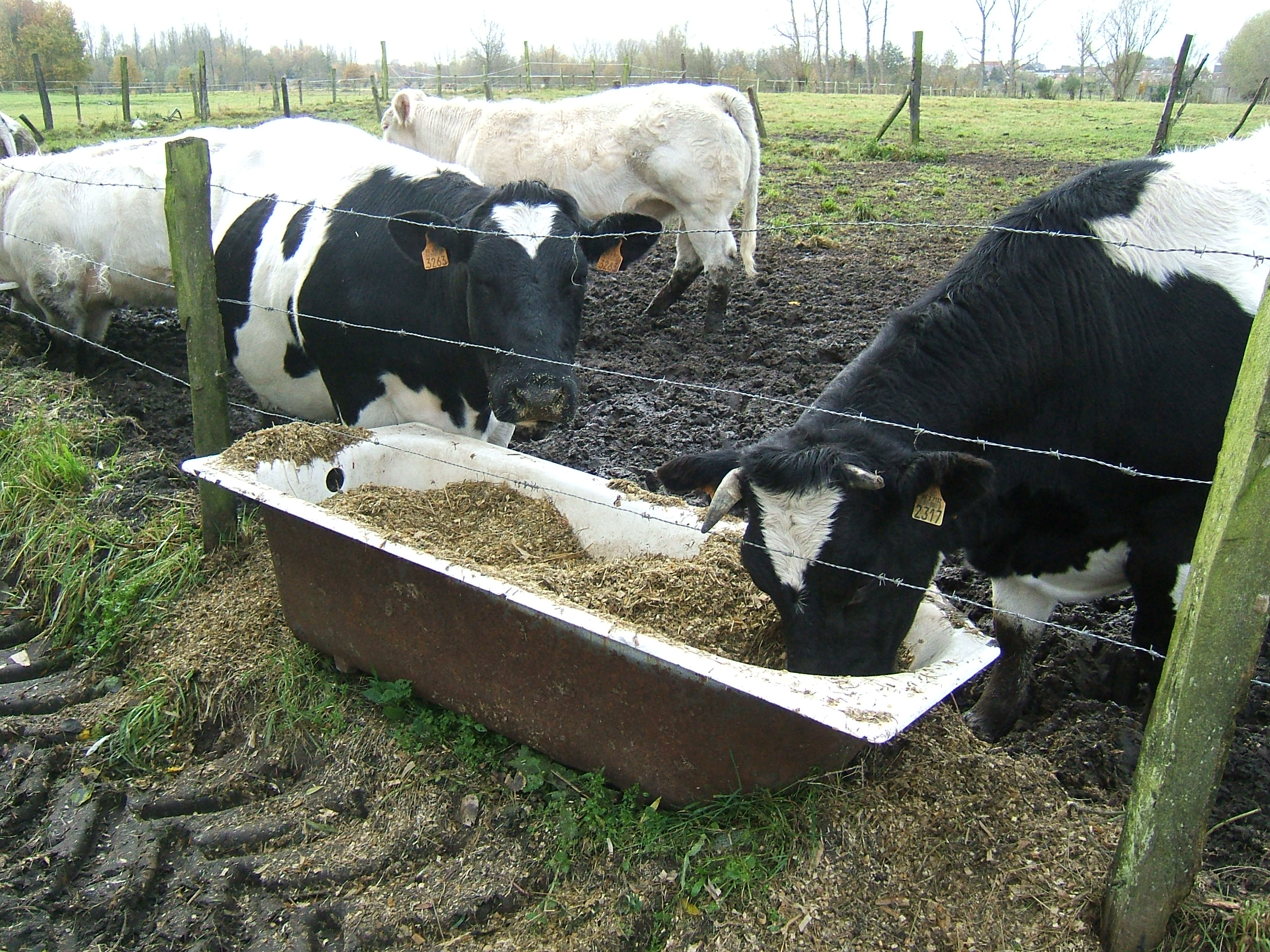
Krowy karmione kiszonką

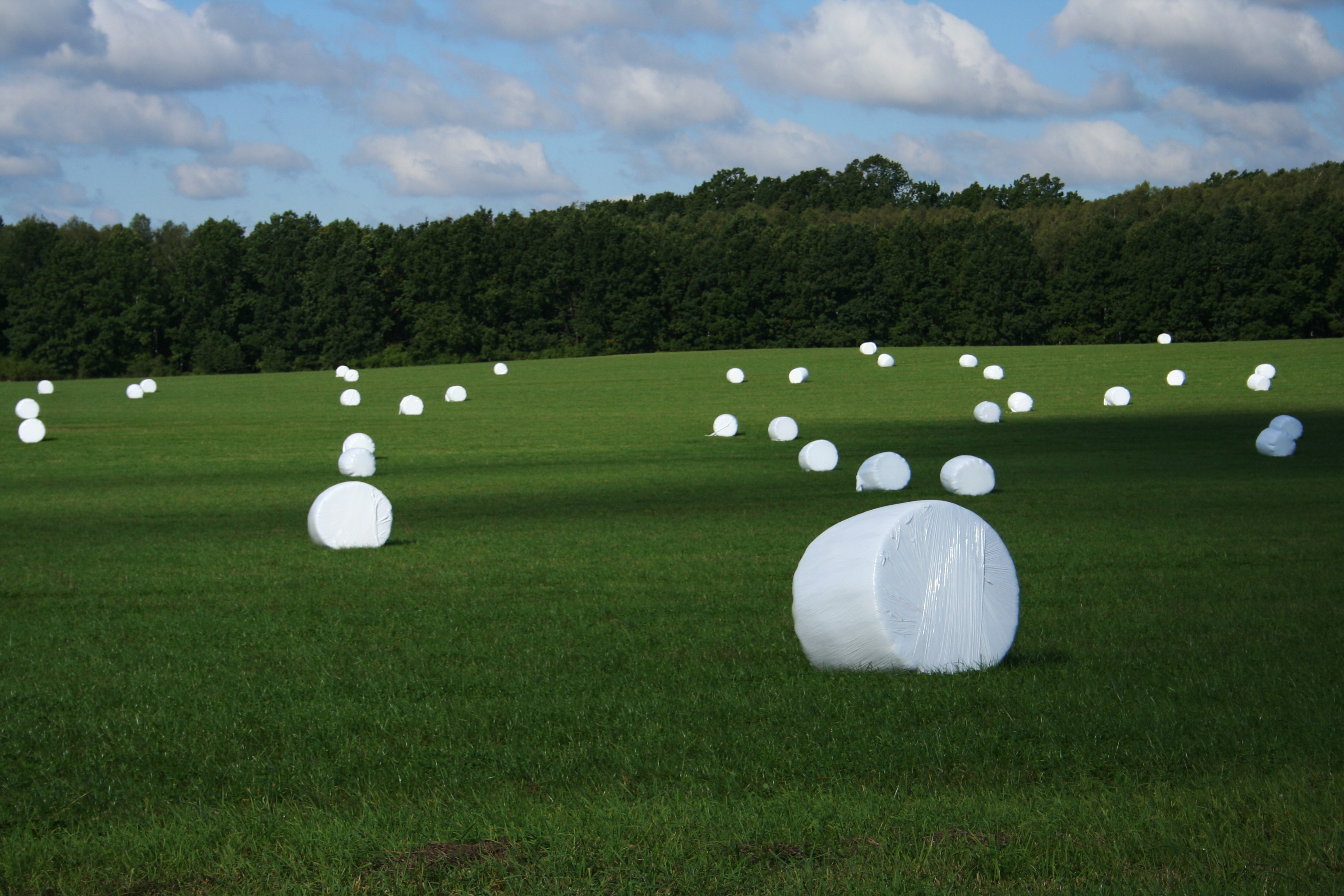
Sianokiszonka - zielonka sprasowana w bele i owinięta folią

Kiszonka – pasza objętościowa, np. z zielonek, parowanych ziemniaków lub wysłodków, zakonserwowana naturalnie (biologicznie) w wyniku fermentacji lub chemicznie przez dodanie specjalnego preparatu (konserwantu). Kiszonki zapewniają dostęp do pasz objętościowych przez cały rok. Są dużo łatwiejsze w magazynowaniu niż siano. Skład chemiczny prawidłowo zakiszonego materiału różni się niewiele od materiału wyjściowego. Zakiszana masa wymaga silnego ugniecenia, celem wyparcia powietrza. Przy zakiszaniu roślin niskobiałkowych można stosować dodatki substancji azotowych (np. mocznik); rośliny wysokobiałkowe można mieszać z zasobnymi w węglowodany. Z podsuszonej zielonki uzyskuje się kiszonkę o dużej zawartości suchej masy (40–50%), tzw. sianokiszonkę. Kiszonkę należy dobrać w zależności od rodzaju bydła i innych zwierząt. Ze względu na minimum cukrowe rośliny dzieli się na: 
- łatwo kiszące się, które zawierają wystarczającą ilość lub nadmiar cukrów, np. kukurydza[7][8], trawa sudańska, owoce dyni, kapusta, topinambur, burak cukrowy[9], owies[10], słonecznik, rzepak, liście okopowych korzeniowych, trawy (potraw), ziemniak, wysłodki buraczane, pulpa ziemniaczana; pasze te mimo różnej zawartości wody kiszą się dobrze bez konserwantów,

- trudno kiszące się, w których cukier w czasie kiszenia przefermentuje w 90–100% do kwasu mlekowego, a mimo to będzie go za mało do dobrego zakonserwowania kiszonki; należą tu: bobik, groch, peluszka, łubin, nostrzyk, wyka, koniczyna czerwona[11] i biała, łęty ziemniaczane i in.; z roślin tych można uzyskać dobrą kiszonkę po dodaniu pasz z grupy pierwszej lub melasy, konserwantów albo też po powiędnięciu,

- niekiszące się, do których należą: pokrzywa, lucerna, seradela, soja, łodygi dyni, pomidorów, lędźwian i in.; rośliny te można zakisić tylko po zastosowaniu konserwantów, dodaniu 3–4% melasy lub innych pasz zawierających cukier bądź przez zmieszanie z roślinami łatwo kiszącymi się w stosunku 2:1 lub 3:1.

Nadmiar cukru przy kiszeniu pasz bywa również niekorzystny, gdyż wtedy uzyskuje się kiszonkę za kwaśną, zachodzą w niej też duże straty składników pokarmowych wskutek fermentacji alkoholowej (np. burak cukrowy, kukurydza); zbyt kwaśną kiszonkę zwierzęta jedzą niechętnie. Dlatego lepsze są kiszonki kombinowane, sporządzane z różnych roślin. 
Ocenę kiszonki przeprowadza się organoleptycznie w gospodarstwie (wygląd, barwa, zapach, zawartość wody, stopień zanieczyszczenia, stopień wyjadania przez zwierzęta czyli smakowitość) oraz w laboratorium (pH, procentowa zawartość kwasów wolnych i związanych, amoniaku).